# 後千禧校舍

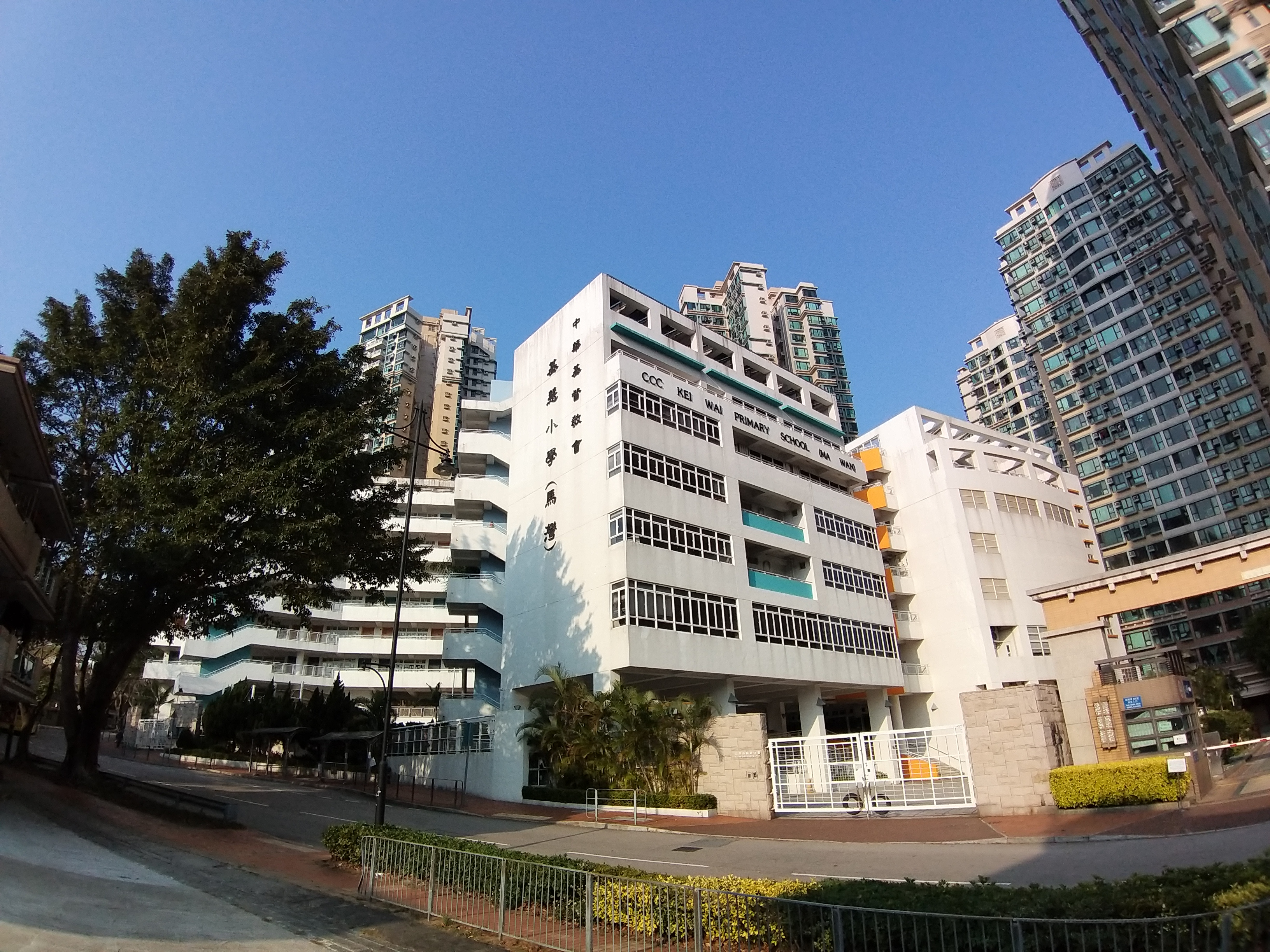
全港首座由政府直接興建的小學後千禧校舍-中華基督教會基慧小學（馬灣）

後千禧校舍為香港現行津貼及直資學校校舍設計的統稱，於2000年起推行，至2005年起完全取代上一代的千禧校舍設計。與千禧校舍相比，後千禧校舍設計更為多樣化，可以因應辦學團體意願、地盤特性和建築師的設計風格而改變。

## 歷史

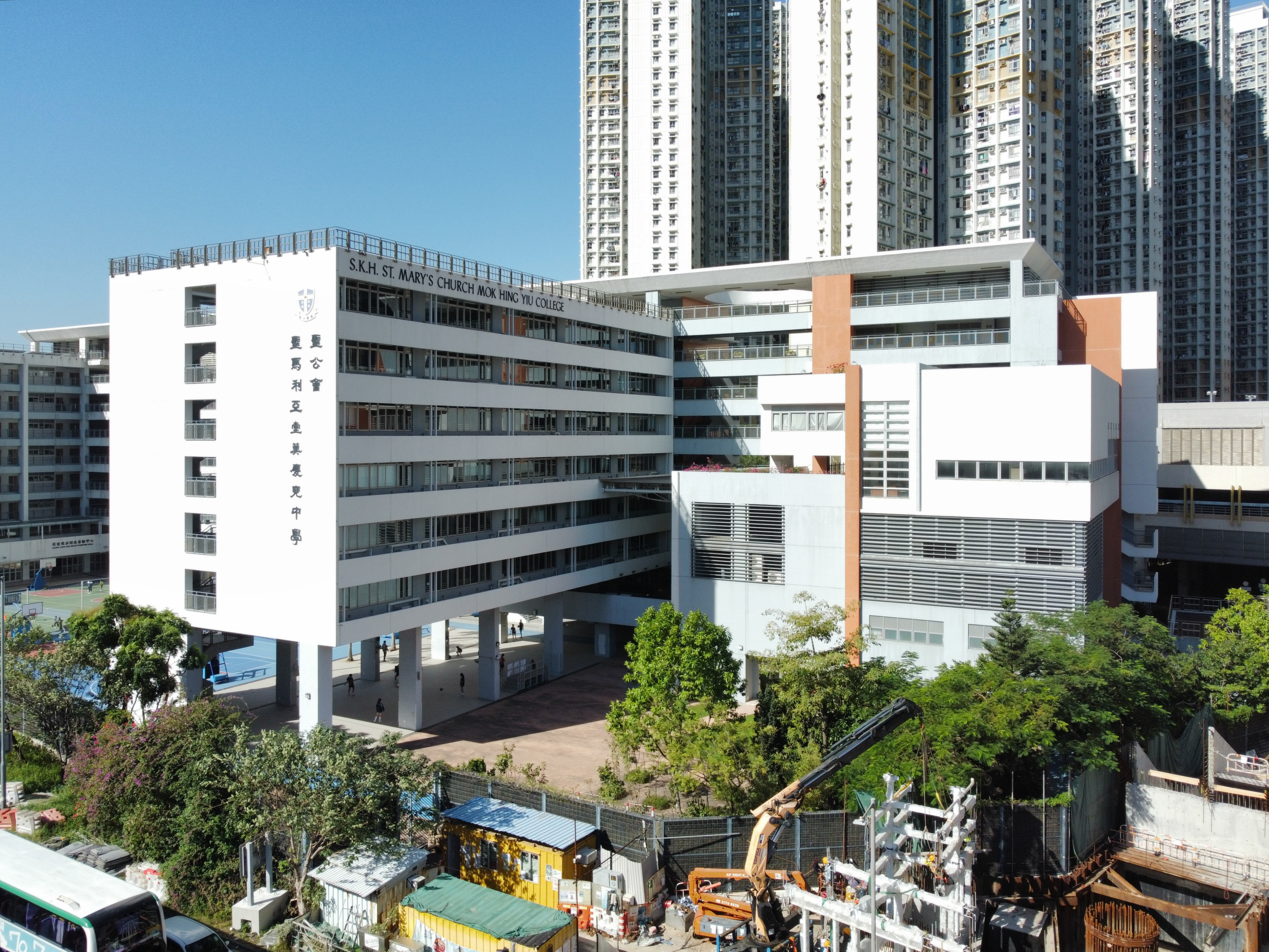
後千禧校舍標準全面實施後首座批出的同類校舍-聖公會聖馬利亞堂莫慶堯中學

### 出現
由於香港可供建校的用地日漸變得細小、不規則，加上部份學校因應其教學特色，而對校舍有特別要求，原來的千禧校舍設計已經無法滿足需求，亦無法盡用土地發展潛力。因此，政府於2000年起，開始容許在部份津貼及直資學校新建/重建校舍，採用因地制宜的非標準設計模式，但必須滿足教育局訂下的若干參數（如課室數目、最低面積要求等）。
由於此等非標準校舍設計以千禧校舍為藍本，加上在後來更取代了千禧校舍，因此又統稱為「後千禧校舍」。全港第一座由政府撥款興建的後千禧校舍，為明愛胡振中中學建於薄扶林的第二代校舍，於2001年6月付諸立法會表決，隨後動工，並於2005年建成；而首座後千禧校舍則為香港教育大學賽馬會小學，早於2002年落成。

### 取代千禧校舍
在首批後千禧校舍動工後，由於此等設計的靈活性極高，可靈活配合小學轉全日制政策，教育統籌局與建築署自2002年起，決定推出更多的同類校舍用地，並於一些地盤狹窄、不規則的全日制小學地盤率先採用。
而自2004年起，基本上所有新分配的校舍，均採用後千禧設計，而該年首座批出的校舍為聖公會聖馬利亞堂莫慶堯中學。至於千禧校舍標準，則於2005年最後一批狹義同類校舍（香港仔聖伯多祿天主教小學及伊利沙伯中學舊生會湯國華中學）建成後正式廢止。而在後千禧校舍標準全面實施之際，一些已批出但未興建的千禧校舍用地，亦紛紛改用非標準設計。

### 現況

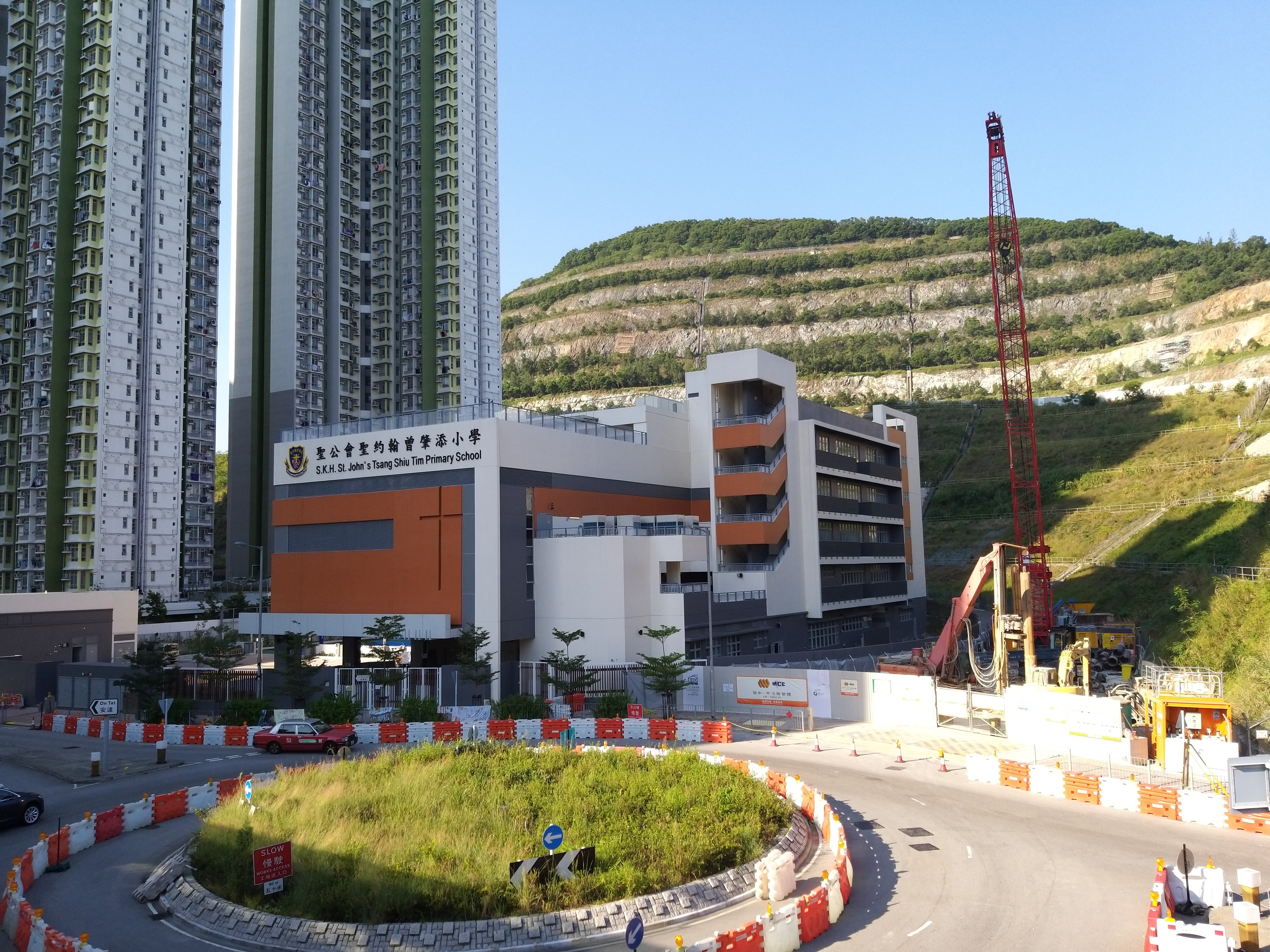
一所用作安置「火柴盒」小學的後千禧校舍--聖公會聖約翰曾肇添小學

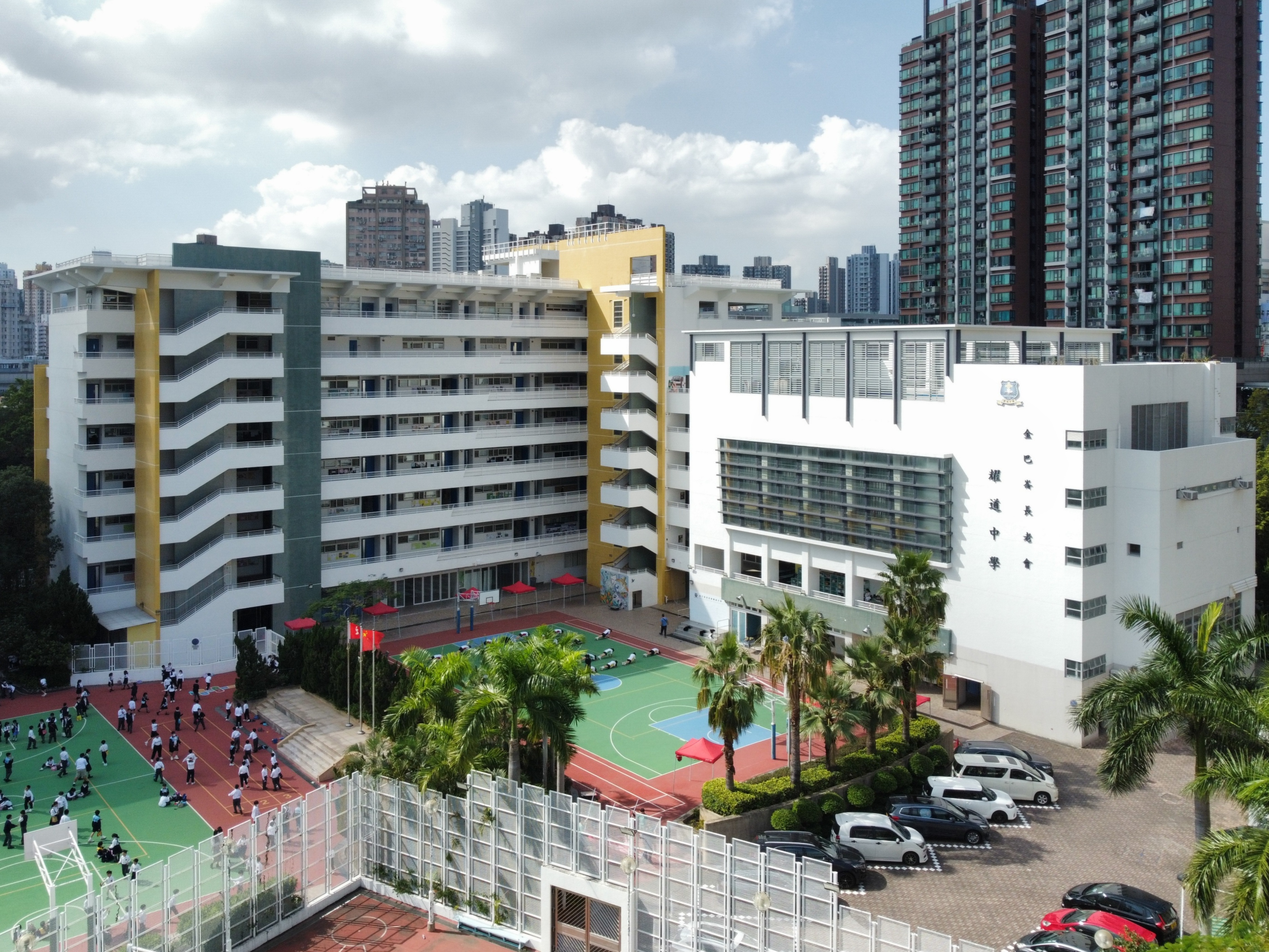
全港最近期創立的全新津貼中學之一--金巴崙長老會耀道中學

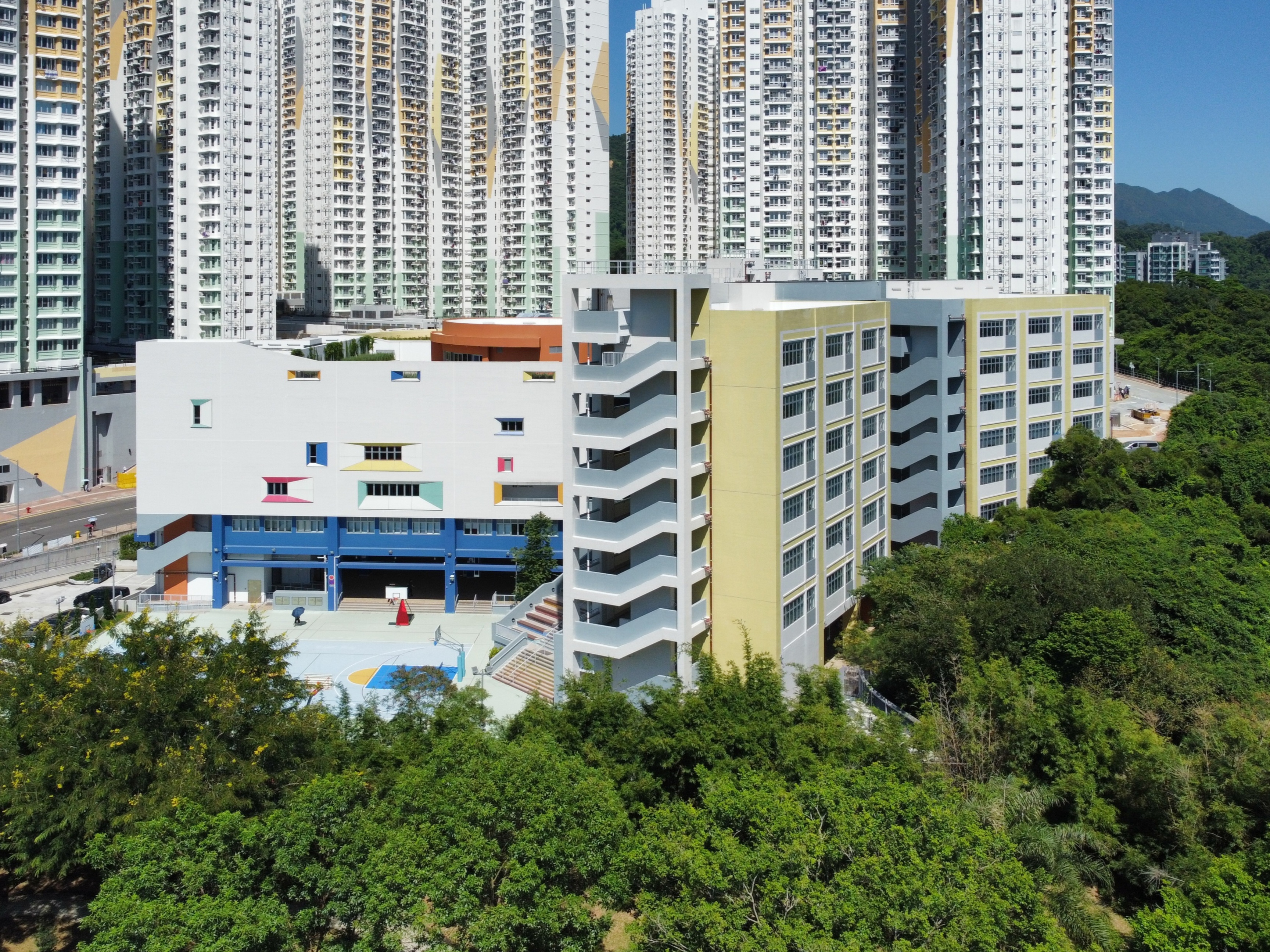
目前為止香港最新創辦的津貼小學--五旬節聖潔會永光小學

由於香港出生率下降及移民潮導致學童數量減少，加上以往大規模興建第二代靈活式校舍及千禧校舍補足了香港中、小學的學額空缺。因此，後千禧校舍目前主要供一些校舍設計不合標準的中、小學（尤其是「火柴盒」小學）遷置之用（而在2010年代前，小學轉全日制亦是後千禧校舍分配的其中一個主要途徑）。而自2003年及2019年，金巴崙長老會耀道中學及五旬節聖潔會永光小學校舍完成分配後，政府就未有分配任何後千禧校舍，以作開辦全新中、小學之用。其後，政府於2024年7月宣佈，往後分配的同類校舍，將不再用作開辦新校。
此外，因應政府鼓勵應用「組裝合成」建築法，此技術亦於2020年起，開始於其中四座小學後千禧校舍試用，當中永光小學為樣辦樓宇。該批校舍亦是相隔超過20年後，第一批以預製組件技術興建的標準校舍。及後，政府決定將此建築技術，擴展至其他新建的後千禧校舍。

## 校舍建設標準

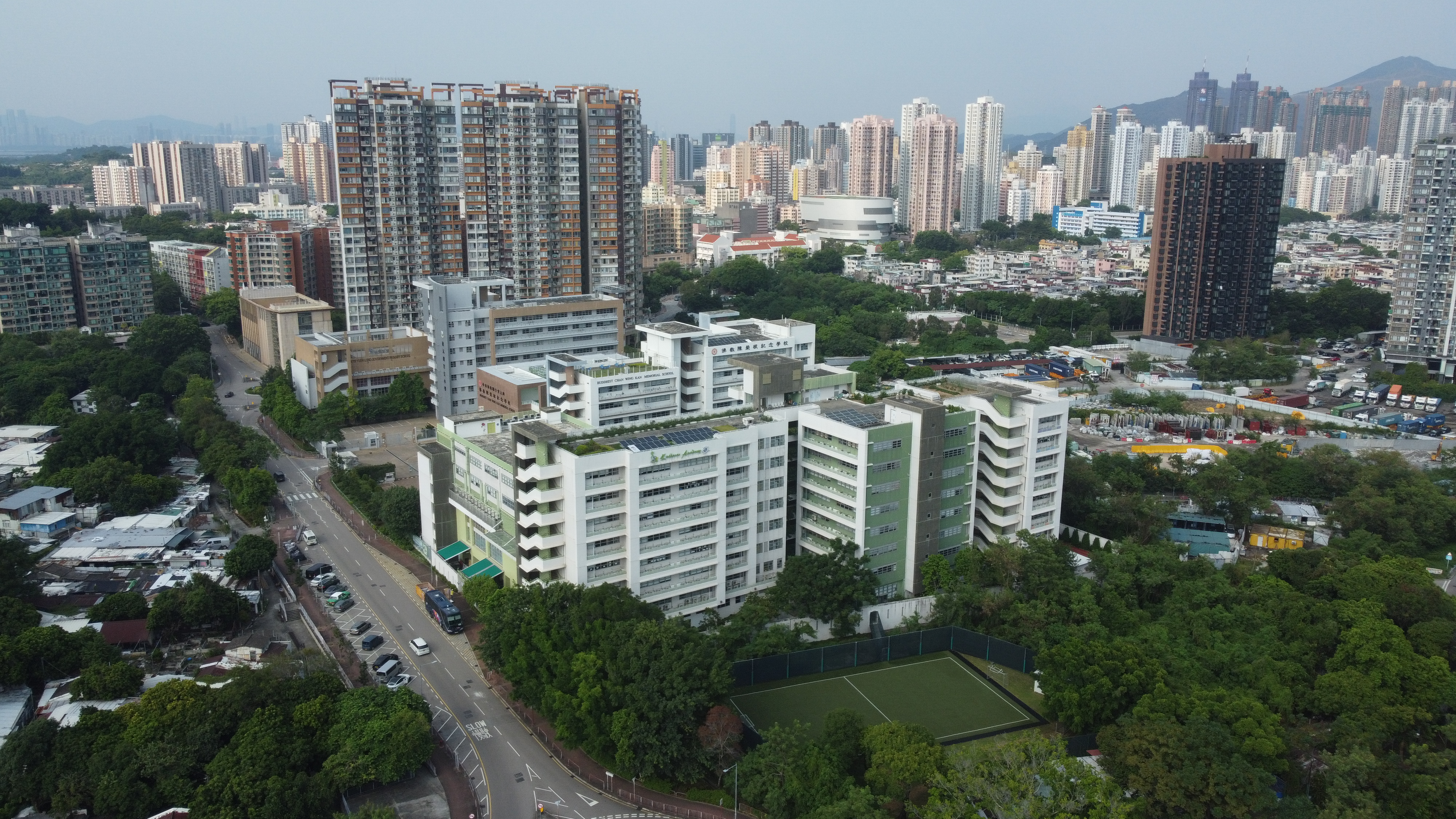
一座採用後千禧設計的一條龍學校

後千禧校舍在設計上，完全由政府/港鐵公司委託的建築師事務所（對前者而言包括建築署），以及辦學機構主導，並沒有統一的布局，亦可按實際需要加設一些較千禧校舍標準為高的設施。然而，建設標準上大致沿襲自千禧校舍。就課室數目而言，中學校舍統一為30間，而小學則可以設有18（新設選項）、24、30或36間課室（除香港教育大學賽馬會小學為20間課室）；另外，按照《香港規劃標準與準則》第3章，此等中、小學校舍一般面積為6,950及6,200平方米，仍與千禧校舍相若。而在裝潢及傢俱標準方面，雖然政府曾經於2009年修訂過一次，但大致仍然沿襲舊制。此外，後千禧校舍在地基設計上，仍有參考設計，其標準與千禧校舍相若（中學、30班及24班小學分別為138（後增至145支）、112及101支撞擊式工字樁），只是相應增設了18班和36班小學的樁柱設計（分別需打入95支和150支工字樁）。
在建設費用方面，由於各校舍布局不一，後千禧校舍並無一個明確的參考造價，但一般每平方英呎為約2,100-2,200港元（2018-19年造價）。

## 註解
1. ↑  不包括名城兩間由港鐵公司代建的校舍，由於在較早期已經凍結設計，因此仍為千禧校舍，僅外牆裝飾略作簡化；該等校舍於2006年分配，至2011-12年落成，為全港最後一批廣義千禧校舍
2. ↑  即採用已完成基本裝嵌及外飾的預製組件興建
3. ↑  另外三座依次為中華基督教會全完第一小學、香港道教聯合會雲泉學校及保良局蕭漢森小學